# 緬濟胡德縣

52°36′N 15°53′E / 52.600°N 15.883°E
緬濟胡德縣（波蘭語：Powiat międzychodzki），是波蘭的縣份，位於該國中西部，由大波蘭省負責管轄，首府設於緬濟胡德，面積737平方公里，2006年人口36,329，人口密度每平方公里49人。